# Great War Remembrance Race
De Great War Remembrance Race was een eendagswedstrijd op de weg door de Belgische provincie West-Vlaanderen. De wedstrijd was een herdenking aan de Eerste Wereldoorlog. De organisatie van de wedstrijd was in handen van Flanders Classics en de organisatie van Gent-Wevelgem. Ze werd gehouden op 24 augustus 2018 en was 193 km lang. Winnaar was Mihkel Räim. De race was geclassificeerd als een UCI 1.1 in de UCI Europe Tour. Het idee was de race te laten uitgroeien tot een klassieker tussen de Cyclassics Hamburg en de Bretagne Classic – Ouest-France. Het parcours tussen Nieuwpoort en Ieper bevat een aantal kasseistroken (zoals de Kasseistrook Palingbeek) en 7 hellingen:
- Vidaigneberg.
- Rodeberg.
- Klokhofweg (asfalt westzijde Kemmelberg).
- Viadaigneberg (2e maal).
- Rodeberg (2e maal).
- Monteberg.
- Kemmelberg.

De Great War Remembrance Race werd in 2019 niet georganiseerd. Reden is dat Flanders Classics en de organisatie van Gent-Wevelgem er niet in slagen om de wedstrijd naar het gewenste niveau te tillen. De concurrentie van andere wedstrijden zorgde dat onvoldoende WorldTour-ploegen mee deden. Het idee was juist om de wedstrijd op korte termijn te laten uitgroeien tot een volwaardige eendagskoers. Na 2018 is de koers niet meer op de kalender gezet.